# Dacre Montgomery
Dacre Kayd Montgomery-Harvey, född 22 november 1994 i Perth i Western Australia, är en australisk skådespelare. Han är känd för rollen som Jason Lee Scott i Power Rangers och Billy Hargrove i Netflix-serien Stranger Things.

## Bakgrund och familj
Montgomery är son till kanadensaren Judith Barrett-Lennard och nyzeeländaren Scott Montgomery-Harvey. Han har en yngre syster som heter Saskia. Hans föräldrar arbetade inom TV i Australien. Dacre började skådespela på TV och teater när han var nio år. Han gick på Mount Lawley Senior High School i sin hemstad. När Montgomery var 12 år, röstades han fram av andra studenter på sin skola, till att vara "den mest sannolika studenten att bli en Hollywood-stjärna". Han fortsatte sina studier i dramatisk konst, under hela sin tid på gymnasiet. År 2015 tog Montgomery sin skådespelarexamen vid WAAPA, som ligger vid Edith Cowan University.

## Karriär
Montgomerys första roll var när han spelade Fred i Betrand the Terrible, 2010. År 2011 dök han upp i en pilotavsnittet av Family Tree. År 2015 dök Montgomery upp i musikvideon för "Old Souls" av det australienska deathcorebandet Make Them Suffer, regisserad av Jason Eshraghian. Han spelade huvudrollen som Jason (Red Ranger), ledare för Power Rangers, i Power Rangers reboot. Filmen hade sin premiär 7 april 2017 i Sverige. Montgomery dök också upp i Aussie, musikduon Angus & Julia Steens musikvideo för deras låt "Chateau". Han spelade också en roll i uppföljaren till den australiska komedifilmen A Few Best Men, med titeln A Few Less Men.
År 2017 fick Montgomery rollen som Billy Hargrove i andra säsongen av Netflix-serien Stranger Things. År 2019 spelade han samma roll i den tredje säsongen.
Den 6 november 2017 anslöt sig Montgomery till The True History of the Kelly Gang, baserad på romanens namn, tillsammans med Russell Crowe och Nicholas Hoult. Inspelningen påbörjades 2018.

## Filmografi

### Film
| År   | Titel                          | Roll                     | Anmärkningar     |
| ---- | ------------------------------ | ------------------------ | ---------------- |
| 2011 | Betrand the Terrible           | Fred                     | Kortfilm         |
| 2015 | Godot's Clinic                 | Barnabus Stottle         | Kortfilm         |
| 2017 | A Few Less Men                 | Mike                     |                  |
| 2017 | Power Rangers                  | Jason Scott / Red Ranger |                  |
| 2017 | Better Watch Out               | Jeremy                   |                  |
| TBA  | True History of the Kelly Gang |                          | Efterbearbetning |

### TV
| År        | Titel           | Roll                         | Anmärkningar           |
| --------- | --------------- | ---------------------------- | ---------------------- |
| 2017–2019 | Stranger Things | Billy Hargrove / Mind Flayer | Huvudroll (säsong 2–3) |

### Musikvideor
| År   | Titel       | Artist              | Roll           |
| ---- | ----------- | ------------------- | -------------- |
| 2015 | "Old Souls" | Make Them Suffer    | Robert         |
| 2017 | "Chateau"   | Angus & Julia Stone | Ledande person |

## Utmärkelser och nomineringar
| År   | Utmärkelser                     | Kategori                                                 | Nominerat arbete | Resultat  | Ref.   |
| ---- | ------------------------------- | -------------------------------------------------------- | ---------------- | --------- | ------ |
| 2017 | Teen Choice Awards              | Choice Sci-Fi Movie Actor                                | Power Rangers    | Nominerad | [ 10 ] |
| 2018 | 24th Screen Actors Guild Awards | Outstanding Performance by an Ensemble in a Drama Series | Stranger Things  | Nominerad | [ 11 ] |
| 2018 | MTV Movie & TV Awards           | Scene Stealer                                            | Stranger Things  | Nominerad | [ 12 ] |